# Абант (цар Аргоса)

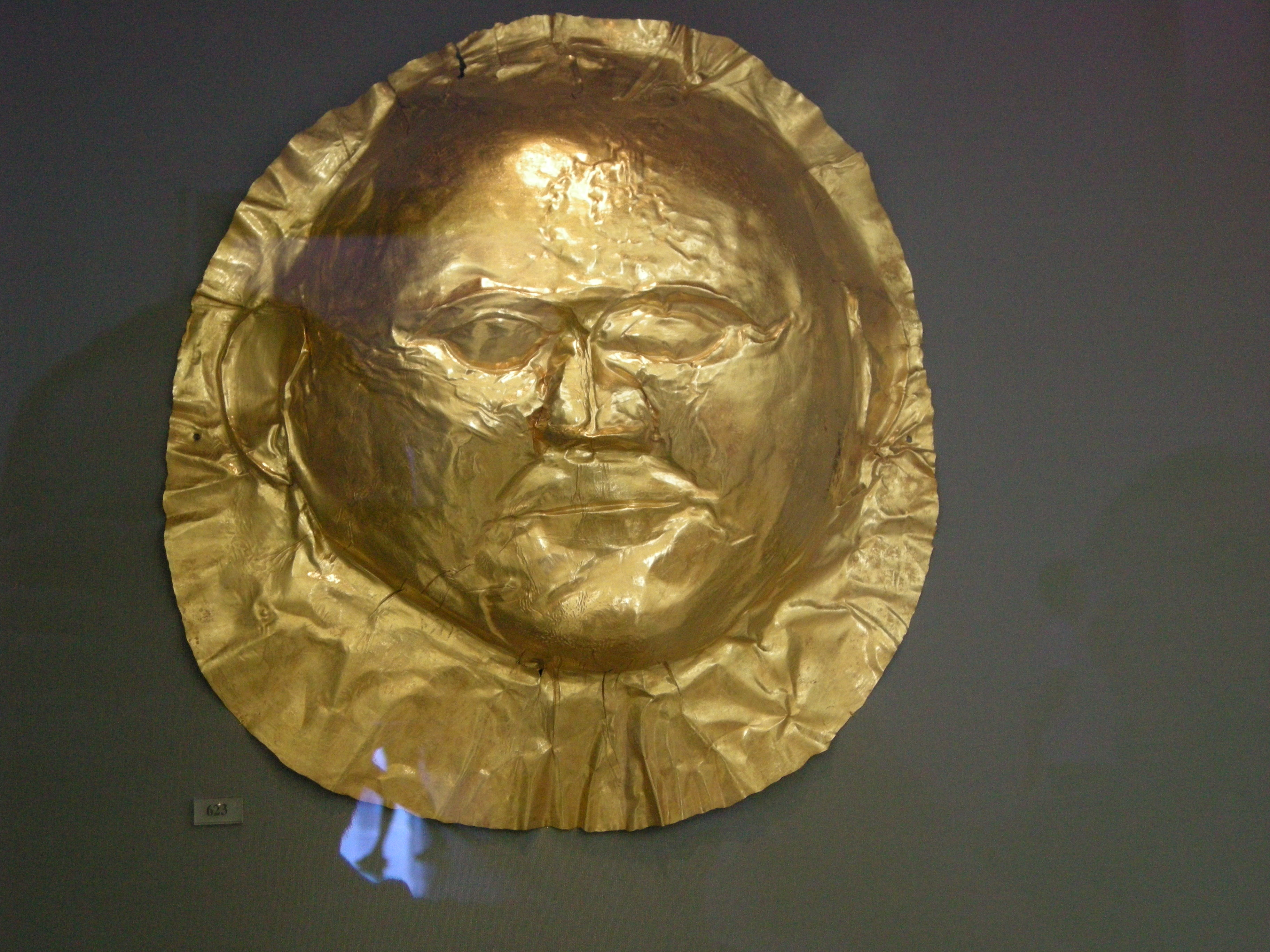
Золота поховальна маска, що могла належати Абанту,
Національний археологічний музей в Афінах

Абант (грец. Άβαντας) — напівлегендарний цар Аргоса і Мікен XVI—XV століть до н. е., син Лінкея і Гіпермнестри, батько Акрісія і Пройта.
Деякі дослідники припускають, що саме Абанту належить одна із золотих поховальних масок, знайдених у так званому «поховальному колі А» у Мікенах. За однією з версій міфу, став епонімом племені Абант.

## В міфології
Нічим особливим не відрізнявся (хіба тим, що успадкував чарівний щит свого діда Даная). Будучи предком багатьох видатних героїв, він часто згадується в міфах. Коли він повідомив своєму батькові про смерть Даная, то отримав в нагороду щит свого діда, присвячений Гері.Під Троєю той щит потрапив до Енея. Цей щит здійснював різні чудеса; одного його виду було досить, щоб примусити до покори повсталий народ. Побачивши його в битві, вороги злякалися його блиску і кинулися бігти. З цією легендою в історичні імена пов'язували виникнення в Аргосі священних ігор (Герей або гекатомба), що проходили раз в п'ять років; переможці цих ігор отримували як нагороду замість вінка щит. Дружина Аглая народила йому двох синів, які стали заклятими ворогами: Акрісія і Прета. Після смерті батька абантіди поділили царство. Через Акрісія Абант став дідом Данаї і прадідом Персея . Гігін називає його батьком ще й Ідмона — віщуна, учасника походу аргонавтів (згідно з основною версією міфу, це син Аполлона); у Аполлодора згадується дочка Абанта Ідомена (дружина Аміфаона і мати ще одного віщуна, Мелампода). Деякі автори вважають, що він заснував місто Абаї в Фокіді і завоював острів Евбею. Інші ж вважають, що це зробив його тезка — син бога Посейдона і німфи Аретуса.

## У літературі
У «Енеїді» Вергілія зустрічається етруський воїн Абант, який допомагав Енею в боротьбі за нову батьківщину троянців в Італії, у «Енеїді» герой вішає щит Абанта в храмі на мисі Акцій під час стоянки як жертву богам. Абант став важливим персонажем трагедії афінянин Феодекта «Лінкей», текст якої не зберігся.

## Інші персонажі з іменем Абант
Гомер згадує в «Іліаді» ще одного Абанта — сина троянського віщуна Еврідаманта, хороброго захисника Трої, який разом зі своїм братом загинув в бою з аргоським царем Діомедом.
В грецькій міфології Абант―старший з шести синів елевсінського царя Келея і його дружини Метаніри, який, побачивши, як Деметра залпом випила цілий глечик ячмінного відвару, присмачене м'ятою, вигукнув: «О, як жадібно ти п'єш!» — за що та, ображена такою неповагою до старших і неповагу до богів, перетворила його в ящірку.